# Holiday (chanson de Green Day)
Pour les articles homonymes, voir Holiday.
Singles de Green Day
Boulevard of Broken Dreams
(2004) Wake Me Up When September Ends
(2005)
Pistes de American Idiot
Jesus of Suburbia Boulevard of Broken Dreams
Holiday est une chanson du groupe punk rock américain Green Day et le troisième titre extrait de leur septième album, American Idiot, paru en 2004. Bien que sur l'album la chanson soit un prélude à Boulevard of Broken Dreams, Holiday est sorti comme single plus tard. Aux États-Unis, il atteint la dix-neuvième place sur le palmarès Billboard Hot 100 et la première place sur le palmarès Modern Rock Tracks.

## Genèse
Holiday est la troisième chanson de l'album et ressemble dans sa composition à American Idiot, étant aussi une chanson basée sur un riff rapide d'introduction à la guitare. Elle fait d'ailleurs écho à American Idiot dans ses paroles, étant la deuxième chanson de l'album à critiquer ouvertement la politique américaine de l'époque. Armstrong y exprime son inquiétude à propos des répercussions de la politique extérieure de George W. Bush, notamment sur la guerre d'Irak commencée en 2003 et déplore les victimes de ce conflit, que ce soit les soldats ou les victimes d'attaques terroristes. L'histoire évolue peu du côté de Jesus of Suburbia. Il se sent libre, comme en vacances, à l'idée de commencer une nouvelle vie, d'où le titre de la chanson.

## Liste des chansons du single
Version 1
1. Holiday
2. Holiday (live)
3. Boulevard of Broken Dreams (live)

Version 2
1. Holiday
2. Minority (live)

Les chansons live ont été enregistrées le 21 septembre 2004 au Irving Plaza, à New York.
Cette musique est aussi dans le jeu vidéo Tony Hawk's American Wasteland.

## Classements hebdomadaires
| Classement (2005)                         | Meilleure position |
| ----------------------------------------- | ------------------ |
| Allemagne (GfK Entertainment)             | 50                 |
| Australie (ARIA)                          | 24                 |
| Autriche (Ö3 Austria Top 40)              | 45                 |
| Danemark (Tracklisten)                    | 14                 |
| États-Unis (Billboard Hot 100)            | 19                 |
| États-Unis (Mainstream Rock Tracks chart) | 1                  |
| États-Unis (Modern Rock Tracks)           | 1                  |
| Irlande (IRMA)                            | 13                 |
| Norvège (VG-lista)                        | 19                 |
| Nouvelle-Zélande (RMNZ)                   | 13                 |
| Royaume-Uni (UK Singles Chart)            | 11                 |
| Royaume-Uni (UK Rock Chart)               | 1                  |
| Suède (Sverigetopplistan)                 | 25                 |
| Suisse (Schweizer Hitparade)              | 44                 |

## Certifications
| Pays              | Certification | Unités certifiées |
| ----------------- | ------------- | ----------------- |
| États-Unis (RIAA) | Platine       | 1 000 000         |
| Italie (FIMI)     | Or            | 25 000            |
| Royaume-Uni (BPI) | Argent        | 200 000           |